# Nazionale femminile di pallamano della Danimarca
La nazionale di pallamano femminile della Danimarca rappresenta la Danimarca nelle competizioni internazionali e la sua attività è gestita dalla Federazione di pallamano della Danimarca (DHF). Nella sua storia ha vinto per tre volte l'oro olimpico (nel 1996, nel 2000 e nel 2004), per una volta il campionato mondiale (nel 1997) e per tre volte il campionato europeo (nel 1994, nel 1996 e nel 2002).
Nel 1997 la nazionale danese divenne la prima squadra nazionale a detenere contemporaneamente l'oro olimpico, il titolo mondiale e il titolo continentale europeo, eguagliata solo nel 2011 dalla nazionale norvegese. Inoltre, la nazionale danese è l'unica nazionale di pallamano (sia maschile sia femminile) ad aver vinto tre ori olimpici in tre edizioni consecutive.

## Palmarès

### Olimpiadi
- (1996, 2000, 2004)
- (2024)

### Mondiali
- (1997)
- (1962, 1993)
- (1995, 2013, 2021, 2023)

### Europei
- (1994, 1996, 2002)
- (1998, 2004, 2022)